# Brita Åwall
Brita Gunvor Margareta Åwall (senare gift Mattson), född 14 september 1917 i Kristine församling i Göteborg, död 26 augusti 1976 i Karl Johans församling i Göteborg, var en svensk friidrottare (kastgrenar). Hon tävlade för Kvinnliga CIK Sport och Kvinnliga IK Sport. 
1938 deltog hon vid EM i friidrott (det första där damtävlingar var tillåtna även om herrtävlingen var separat) 17 september–18 september i Wien. Hon kom på åttonde plats i spjutkastning och slutade på nionde plats i diskus och på 10.e plats i kulstötning.
Hon var från 1944 till sin död gift med ingenjören Arne Mattson (1917–2001). De är begravda på Västra kyrkogården i Göteborg.